# Роздоріжжя

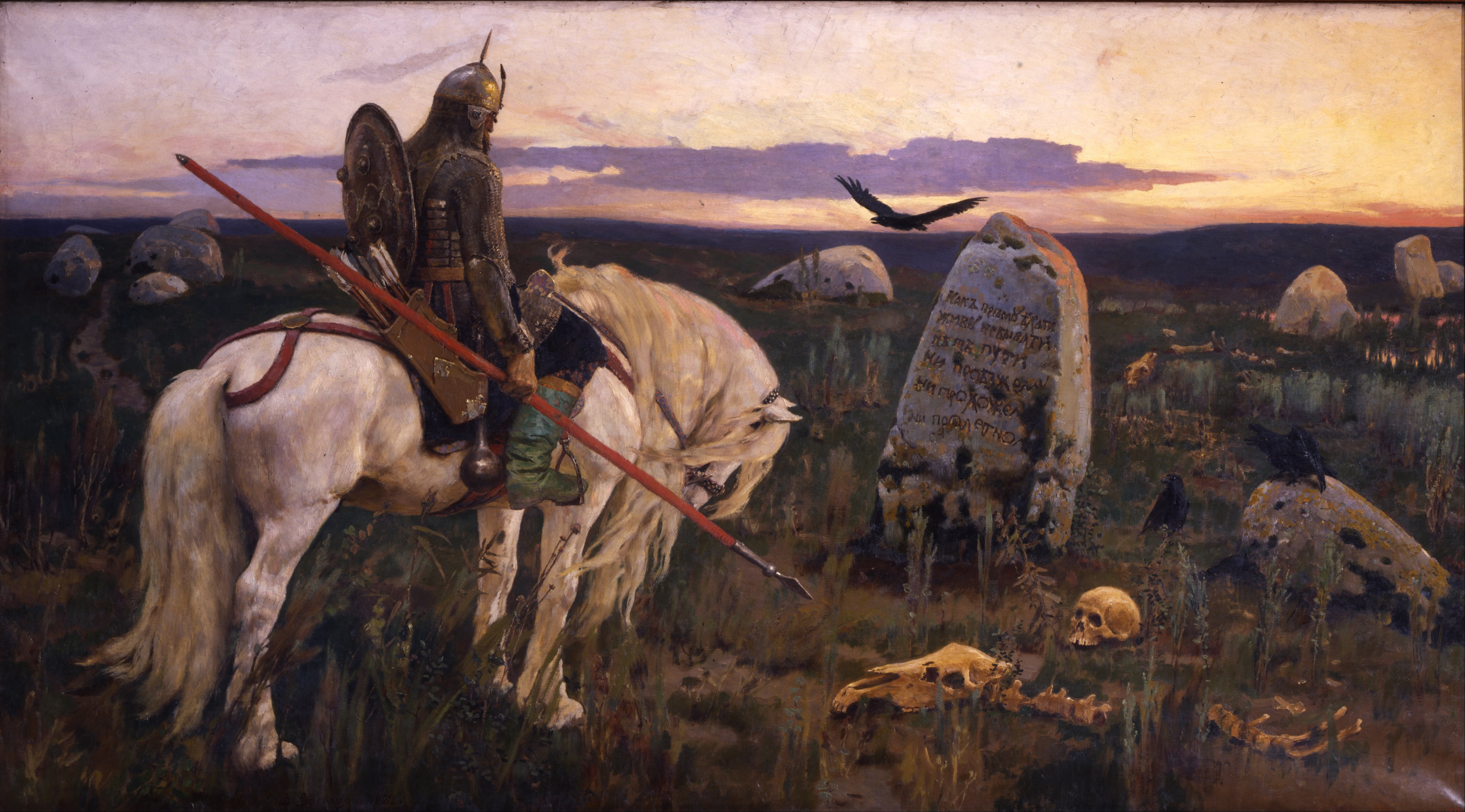
Витязь на роздоріжжі (Віктор Васнецов)

Роздоріжжя, розпуття - місце в дорозі коли вона доходить до перехрестя, або метафора моменту в житті чи історії, коли виникає необхідність вибору.